# Phyllocnema holubi
Phyllocnema holubi är en skalbaggsart. Phyllocnema holubi ingår i släktet Phyllocnema och familjen långhorningar.

## Underarter
Arten delas in i följande underarter:
- P. h. holubi
- P. h. bifoliata